# Musée de Khoshoo Tsaidam
Le musée de Khoshoo Tsaidam, aussi écrit Khushuu Tsaidam, est un musée archéologique situé à Arkhangai, en Mongolie.
Construit par le gouvernement mongol, en association avec l'Agence turque de coopération et de coordination en 2008, le musée a été inauguré en 2010. Il abrite les découvertes archéologiques du site de Khushuu Tsaidam où ont régné Bilge Kaghan, puis son neveu Kul Tegin (en), datant de 732 apr. J.-C., ainsi que les inscriptions de l'Orkhon.
Le site a été découvert à 47 km au nord-ouest Karakorum, la première capitale de l'Empire mongol, l'actuelle Kharkhorin, et s'inscrit comme l'un des points de repères dans le paysage culturel de la vallée de l'Orkhon, site classé au patrimoine mondial de l'UNESCO.

## Collections et interprétation

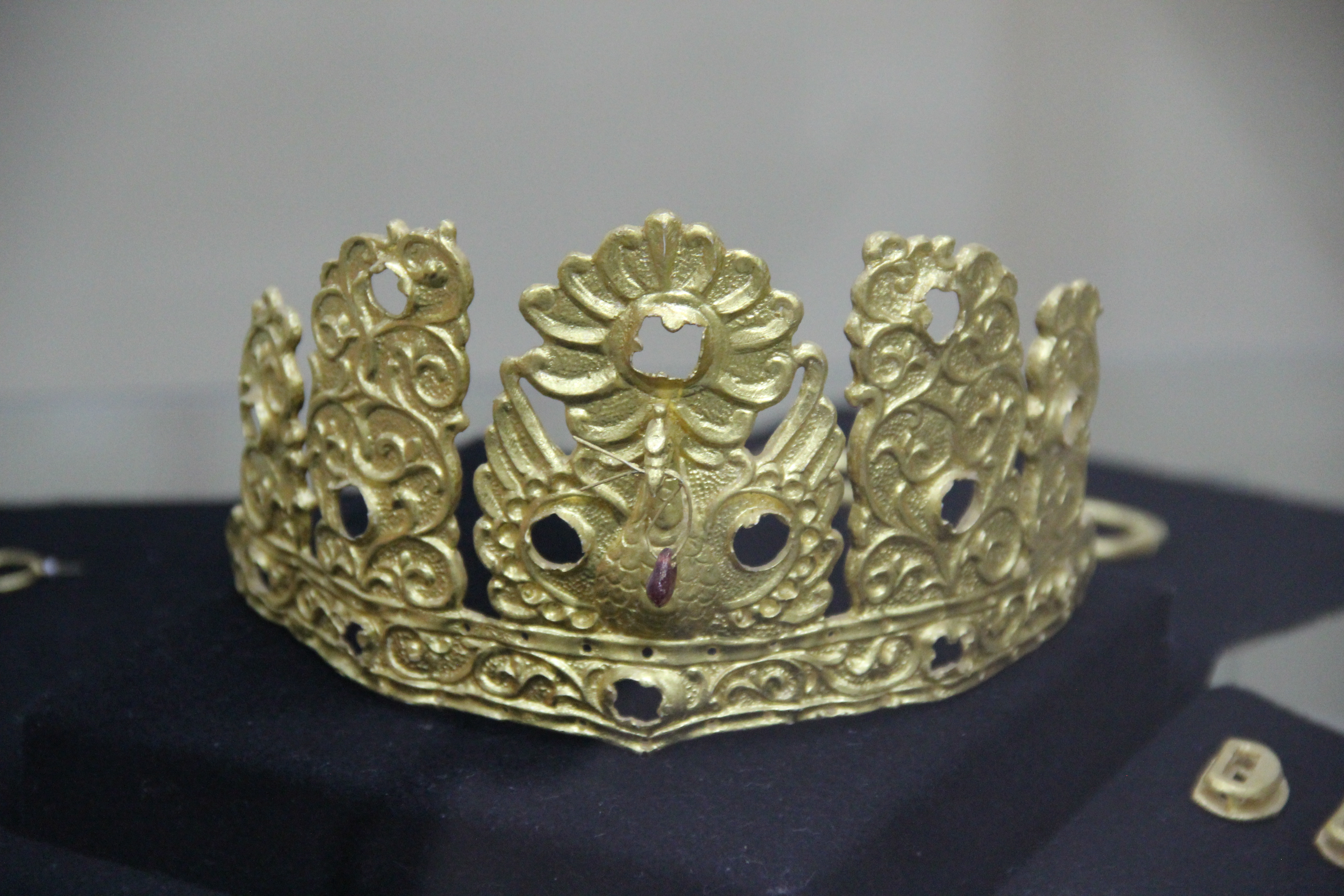
Couronne de Bilge Khagan - diadème en or et pierres précieuses du site funéraire de Khoshoo Tsaidam exposé dans la galerie du musée national de Mongolie

La collection de pièces archéologiques historiques comprend des stèles et monuments commémoratifs en pierre avec des inscriptions runiques, des statues de tortues en pierre, des statues humaines et d'autres reliques. Les deux principaux monuments étaient dédiés aux khagans turcs qui régnaient sur la Mongolie entre le VIe et le VIIIe siècle. De nouvelles fouilles du site ont conduit à dégager de nombreux artefacts, dont deux statues de moutons étêtés semblant garder l'entrée du mémorial, une statue humaine de granit blanc, très endommagée, une couronne d'or ornée de la figure d'un oiseau mythique (en), des petits récipients en or et argent, ainsi qu’une statue de cerf en argent.
Le site de Khoshoo Tsaidam est aujourd'hui considéré comme le plus important vestige archéologique connu de l'Empire turc, qui s'étendait à travers l'Asie centrale entre les VIe et VIIIe siècles de notre ère.
Les stèles découvertes ont livré des informations uniques et ces éléments rares permettent d'apporter un éclairage précieux à l'étude de l'histoire de l'Asie centrale et de sa culture. En outre, ces sites commémoratifs offrent un aperçu de la vision du monde, des croyances religieuses, de l'architecture, des arts, du développement littéraire et des relations politiques des premiers peuples d'Asie centrale.
Si les stèles sont datées, le reste des artefacts trouvés ne le sont pas ; toutefois, les fouilles méthodiques ont permis aux archéologues de corréler, notamment par les similitudes de conception, que les éléments datent des années 730 de notre ère. Ils ont aussi observé que les monuments avaient été détruits moins d'une décennie après leur création par les Ouighours, y compris les statues du roi et de sa suite.
Il est à noter que le musée conserve la plupart des artefacts originaux pour en assurer une meilleure préservation, et que des copies ont été érigées sur les lieux de leurs découvertes.